# 黄金村 (北海道)
黄金村（こがねむら）は、かつて北海道浜益郡にあった村。

## 沿革
- 1902年（明治35年）4月1日 - 北海道二級町村制施行により浜益郡川下村、尻苗村、清水村、柏木村、実田村が合併し、黄金村が発足。役場事務については、隣接する浜益村と共同処理することとなり、「浜益村黄金村組合役場」が設置された[1]。
- 1907年（明治40年）4月1日 - 浜益村と合併し、新設の浜益村の一部となったことで消滅。